# Геменешть
Геменешть, Геменешті (рум. Gămănești) — село у повіті Димбовіца в Румунії. Входить до складу комуни Концешть.
Село розташоване на відстані 39 км на північний захід від Бухареста, 35 км на південний схід від Тирговіште, 111 км на південь від Брашова.

## Населення
За даними перепису населення 2002 року у селі проживали 296 осіб, з них 295 осіб (99,7%) румунів. Рідною мовою 295 осіб (99,7%) назвали румунську.